# ウインド・カー
ウインド・カー株式会社（英: WINDCAR Corporation）は、かつて存在した日本のカーシェアリング会社である。

## 概要
ウインド･カーは、須賀原自動車工業のカーシェアリング事業部門が分離され設立された会社である。
須賀原自動車工業は、経済産業省の「平成16年度中小商業ビジネスモデル支援事業」に応募・採択され、国内では2例目とるカーシェアリングの社会実験を2004年10月より翌年の3月までの間、北海道札幌市本郷通り商店街にて行った。車両3台を使用し、60名の会員らが車両を共同で利用した。実験では車両配置の適合エリアを探す方法や貸渡しシステムの研究・開発が行われ、今日のカーシェアリング運営のノウハウの基礎が確立された。
実験が終了する間際の2005年2月25日には、それまでカーシェアリング事業を行っていた部門が切り離され、ウインド・カー株式会社として設立されることになる。
ウインド・カー株式会社では2005年11月に、国内初となる車両管理システムが完成し、その後の国内のカーシェアリング事業規模が拡大することとなる。システムはOEMとして他の事業会社へ提供されることとなる。
2009年5月22日、グリーンシートオーディナリー区分に登録したが、2010年5月21日、グリーンシート登録取り消しとなった。
2011年12月22日、破産により事業停止。

## 沿革
- 2005年2月25日 - 会社設立。
- 2009年5月22日 - グリーンシートオーディナリー区分指定。
- 2010年5月21日 - グリーンシート指定取消。
- 2011年12月22日 - 破産により事業停止。

## 車両管理システム
現在、カーシェアリング事業は各都道府県の運輸支局における許認可事業（法令上はレンタカーと同じ扱い）であるが、認可要件の一つに、車両の無人管理において有人と同等の処理・対応・把握ができるシステムを要求している。ウインド・カーが使用するシステムでも、その要件を満たしており、カーシェアリング事業を全国規模で行うことができた。